# Haliotis fatui
Haliotis fatui is een slakkensoort uit de familie van de Haliotidae. De wetenschappelijke naam van de soort is voor het eerst geldig gepubliceerd in 1999 door Geiger.